# Brokedown Palace
 Brokedown Palace és una pel·lícula estatunidenca dirigida per Jonathan Kaplan el 1999, amb Claire Danes, David Newman, Kate Beckinsale i Bill Pullman

## Argument
Per celebrar la fi dels seus estudis secundaris, Alice (Claire Danes) i Darlene, la seva millor amiga, (Kate Beckinsale), decideixen fer un exòtic viatge. Als seus pares els han dit que se'n van a Hawaii, però, en realitat, se'n van a Bangkok. Sota el màgic i daurat sol de Tailàndia, les dues amigues es diverteixen en gran. Però aquesta idíl·lica situació es complica quan coneixen Nick (Daniel Lapaine), un guapo i seductor noi australià de qui s'encapritxen les dos. Quan Nick li demana a Darlene que passi la nit amb ell, l'extravertida Alice se sent gelosa i ressentida contra la seva amiga.

## Repartiment
- Claire Danes: Alice Marano
- Kate Beckinsale: Darlene Davis
- Bill Pullman: Hank Greene
- Jacqueline Kim: Yon Greene
- Lou Diamond Phillips: Roy Knox

## Crítica
- "Nova versió apòcrifa, i millor, de L'Exprés de Mitjanit. Amb un atractiu principi i un final bastant inesperat, amb una part central repetitiva (...) El millor, les actrius"[2]